# Le Père Tanguy
Le Père Tanguy est un tableau du peintre néerlandais Vincent van Gogh réalisé en 1887. Cette huile sur toile est un portrait japonesque de Julien François Tanguy assis les mains croisées devant des estampes qui représentent notamment le mont Fuji, un cerisier ou des acteurs kabuki. Elle est conservée au musée Rodin, à Paris, en France.